# Mar de Abrantes
Mar de Abrantes é uma represa fluvial existente no concelho de Abrantes, Santarém, que se estende de uma margem à outra do Rio Tejo, ao longo de 240 m, formando um espelho de água com cerca de cinquenta hectares e três milhões de m². A estrutura, a maior do género em Portugal, consiste num açude com quatro comportas insufláveis ligadas a um autómato que regula o seu enchimento em função do nível do caudal do rio.
O material usado na construção das comportas pela empresa responsável pela obra - a japonesa Bridgestone - foi uma borracha preparada para suportar as elevadas pressões a que o dique está sujeito, particularmente durante o Inverno.
Concebido no âmbito do projecto Aquapolis - Parque Urbano Ribeirinho de Abrantes, o Mar de Abrantes começou a ser construído em 2004.